# Фёдоровское сельское поселение (Ростовская область)
Фёдоровское сельское поселение — муниципальное образование в Неклиновском районе Ростовской области.
Административный центр поселения — село Фёдоровка.
Численность населения — 3 991 житель (2006).

## География
Федоровское сельское поселение расположено на реке Сухой Еланчик, в 40 км к западу от Таганрога. Расстояние до Ростова-на-Дону — 100 км. 
Общая площадь муниципального образования «Федоровское сельское поселение» составляет 337 км². 
Граничит:
- на севере — с Матвеево-Курганским районом;
- на северо-востоке — с Андреево-Мелентьевским сельским поесленим;
- на юго-востоке — с Носовским сельским поселеним;
- на юго-западе — с Васильево-Ханжоновским сельским поселением;
- на западе – с Новоазовским районом Украины.

## Административное устройство
В состав Фёдоровского сельского поселения входят:
- село Фёдоровка
- хутор Атамановка
- хутор Дейнекин
- хутор Деркачев
- село Ефремовка
- хутор Котломин
- хутор Малокомаровский
- село Малофёдоровка
- хутор Михайловка
- хутор Никитин
- хутор Новофёдоровский
- хутор Новохрещатик
- хутор Оболонский
- хутор Офенталь
- хутор Петровский
- хутор Сотников
- хутор Ульяновский
- хутор Чекилев

## Население
| 2006  | 2010  | 2012  | 2013  | 2014  | 2015  | 2016  |
| ----- | ----- | ----- | ----- | ----- | ----- | ----- |
| 3991  | ↘3869 | ↘3790 | ↘3759 | ↘3684 | ↗3700 | ↗3781 |
| 2017  | 2018  | 2019  | 2020  | 2021  |       |       |
| ↗3783 | ↘3763 | ↘3718 | ↘3694 | ↘3690 |       |       |

По переписи 2010 года проживало 3 869 чел., в том числе:
- русские — 3 524 (91,08 %)
- украинцы — 112 (2,89 %)
- армяне — 82 (2,12 %)
- немцы — 10 (0,26 %)
- белорусы — 9 (0,23 %)
- молдаване — 8 (0,21 %)
- азербайджанцы — 3 (0,08 %)